# 烏山藩
烏山藩（からすやまはん）は、下野国那須郡の烏山城（現在の栃木県那須烏山市城山）に藩庁を置いた藩。豊臣大名として当地に移された成田氏に始まり、江戸時代中期まで堀氏・板倉氏・那須氏ほか数家が交代した。1725年に大久保常春が入り、以後は大久保氏3万石の譜代藩として廃藩置県まで存続する。
本記事では廃藩後に設置された烏山県（からすやまけん）についても言及する。

## 歴史

### 前史
戦国時代、烏山城は那須地方の名族那須氏の拠点であった。天正18年（1590年）、那須資晴は豊臣秀吉の小田原征伐に参陣しなかったため、大名としての存続が認められず改易された。ただし、資晴やその子の那須資景は知行地を与えられて武家としての命脈を保ち、資景は江戸時代はじめに大名に復帰することとなる（那須藩）。
那須氏が改易されたのち、ごく短期間（2か月程度という）ながら織田信雄が2万石で烏山城に入ったことがある。尾張・伊勢・伊賀120万石の大名であったところから、秀吉の怒りを買っての大幅な減封であり、配流であった、あるいは配流同然であったともされる。信雄は烏山で剃髪して常真と号したが、天正19年（1591年）に秋田への転封を命じられた。天性寺には、信雄が残したものと伝えられる織田信長の位牌がある。

### 成田氏の時代
天正19年（1591年）、成田氏長が烏山城主となり2万石を治めることとなった。豊臣大名として入った成田氏が関ヶ原の合戦を越えて近世大名になったことから、「藩」の定義の仕方によって「烏山藩の立藩」や「初代藩主」の記述は異なることがある。氏長の入封をもって烏山藩の立藩とし、氏長を初代藩主と数える事典類がある一方、関ヶ原の合戦後に旧領を安堵されたことをもって烏山藩の立藩とし、泰親（長忠）を初代藩主とする事典類もある。
成田氏はかつて武蔵国忍城を本拠とし後北条氏に従属していた国衆である。小田原征伐の際、当主の氏長は小田原城に籠城し（当主不在の忍城における籠城戦も著名である）、戦後は会津の蒲生氏郷に預けられていたが、許されて烏山城の城主となった。氏長は歌学を学び連歌を能くした人物で、烏山の支配は弟の成田泰親（長忠）に委ねて京都で暮らしていたという。文禄4年（1595年）12月に氏長は京都で没し、長忠が遺領を継いだ。
慶長5年（1600年）の関ヶ原の戦いで長忠は東軍に与し、在国して上杉景勝に備えた戦功を賞されて、1万7000石を加増され、合計3万7000石の大名となった。大坂の陣でも武功を挙げたが、元和2年（1616年）12月18日、長忠が死去した。長忠の長男重長はさきに死去しており、二男の泰之（氏宗）が跡を継ぐが、この過程で家督を巡る争いが生じ、2万7000石の減封処分となる（幼少が理由とされたともいう）。元和8年（1622年）に氏宗が急死し、無嗣を理由として廃藩となった。

### 松下重綱の時代
元和9年（1623年）3月15日、常陸国小張藩から松下重綱が2万800石で入る。松下重綱は松下之綱の子で、加藤嘉明の娘を正室に迎えていた。結果として重綱の烏山在城は4年と短かかったが、烏山領の検地に着手して次の堀氏に引き継いでいる。
寛永4年（1627年）1月に会津藩主蒲生忠郷が死去すると、会津には加藤嘉明が40万石で入封した。この際、娘婿の松下重綱は加藤嘉明の与力大名に位置づけられ、3月14日に陸奥国二本松藩に5万石で移封となった。なお、重綱は同年10月に没する。

### 堀氏の時代

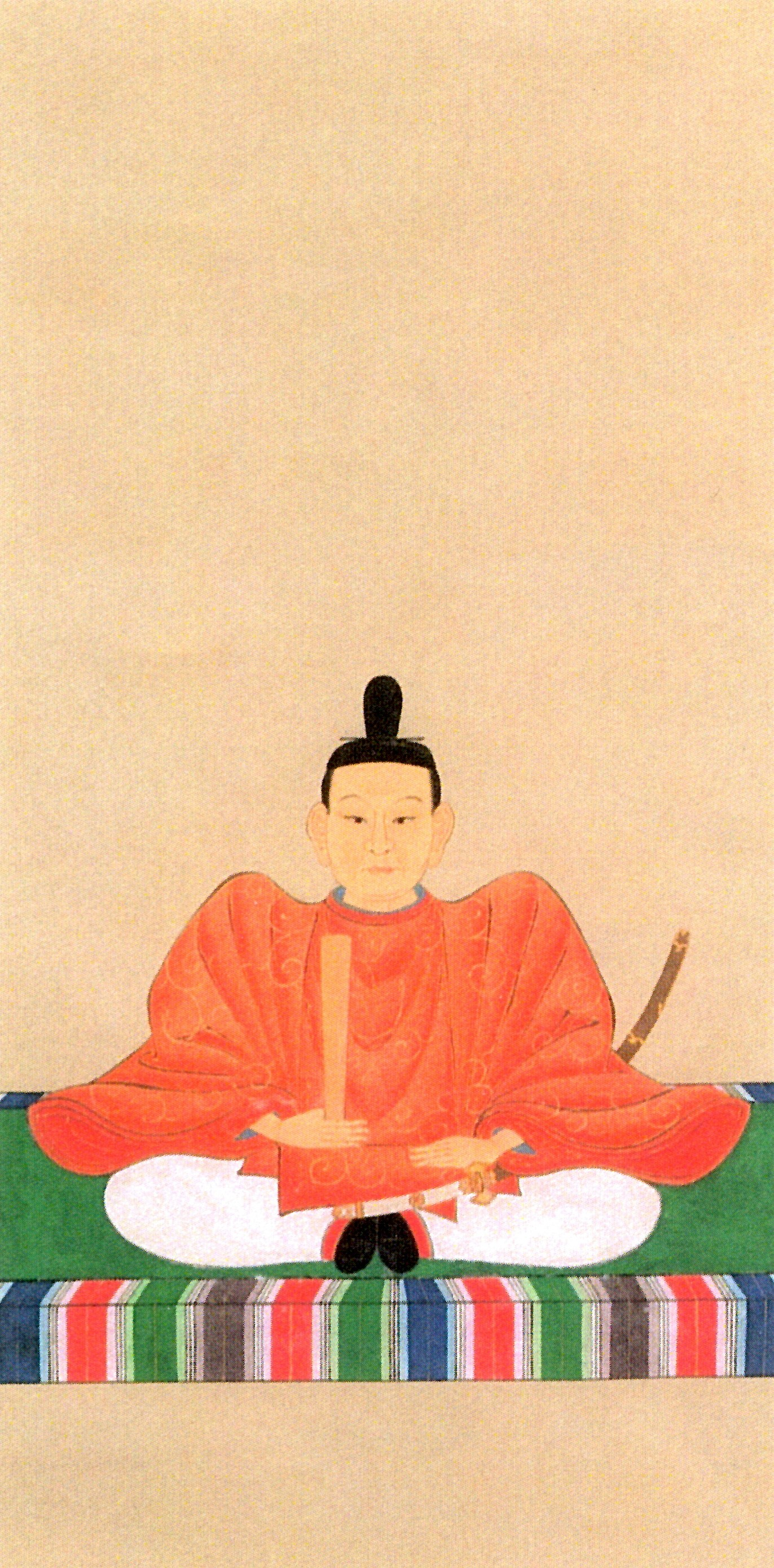
堀親昌

寛永4年（1627年）、下野国真岡藩で1万7000石を領していた堀親良が、加増を受けて2万5000石で入る。寛永12年（1635年）には全領検地が実施された
親良は寛永14年（1637年）5月13日に死去し、跡を堀親昌が継いだ。この際、弟2人に分知を行っており、領地は2万石となった。寛永15年（1638年）に初めて領地入りしている。
慶安3年（1650年）には親昌の妹・六姫が、生後間もない子を残して自害するという事件が発生している。六姫は同族の家老・堀新左衛門重親の嫡男である左近に嫁いだが、夫と義母によって身に覚えのない不義密通の疑いをかけられ、激しい虐待を受けたため、無実を訴える遺書を残して自害した。親昌により、左近は打ち首、義父母は追放という処分が下された。六姫の墓所は天性寺にあり、遺書を写したものという文書や、親昌が六姫（永昌院）の供養料として天性寺に田畑20石を寄進した文書が伝わる。子の権之助は親昌夫人に引き取られた。
万治2年（1658年）、親昌は中世以来の山城である烏山城を改修し、山麓に新たに三の丸を築いて御殿を造営した。以後、藩主居館は三の丸に移っている。
堀親昌は和歌や紀行文を能くする文人としても知られた大名で、著作に『烏山紀行』がある。
寛文12年（1672年）閏6月1日、親昌は信濃国飯田藩に移封となった。

### 板倉氏の時代

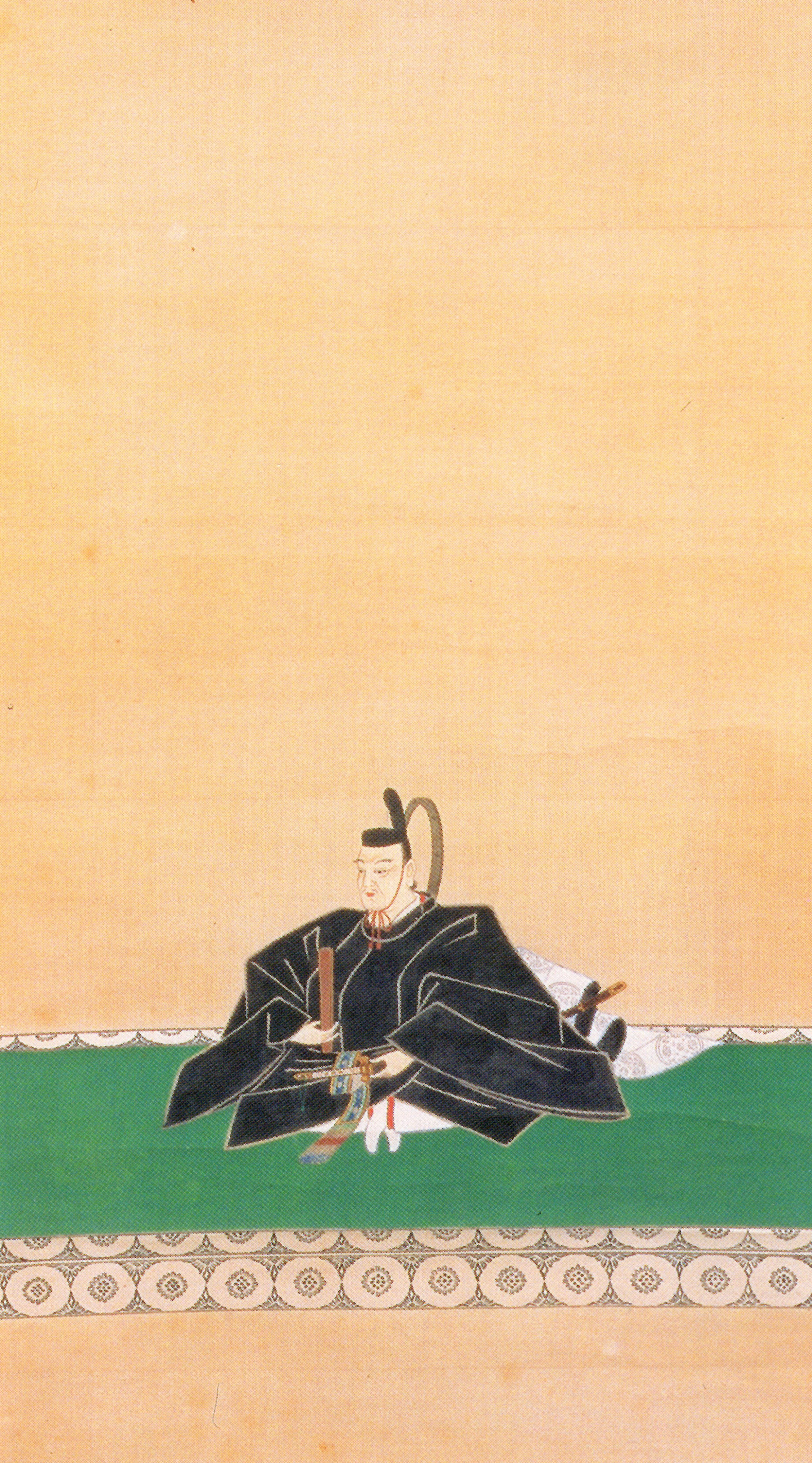
板倉重矩

寛文12年（1672年）閏6月3日、三河中島藩主であった板倉重矩が5万石で烏山に入封した。板倉重矩の祖父は京都所司代を務めた板倉勝重、父はその二男で島原の乱において戦死した重昌である。重矩は老中を務めたのち京都所司代を務め（伯父の重宗も含め、板倉家は3世代にわたって京都所司代を輩出したことになる）、さらに老中に再任された。重矩は篁軒の号を持ち、文人としても知られる。
重矩の烏山移封は、父祖の忠功、重矩本人の島原での武功、大坂城番の際に発生した火災での措置、京都所司代としての功労を賞されたもので、城主大名への昇格であった。領地は下野国那須郡をはじめとする5か国13郡にまたがった。重矩は藩政においては家臣の地方知行制度を廃止して村請制を制定した。
寛文13年（1673年）5月29日に重矩が死去した後、その跡を板倉重種が継いだ。延宝2年（1674年）にはじめて国入りを果たした。重種も烏山城の拡張工事、城下町の区画整備、宗門改めなどを行い、藩政の基礎を固めた。幕政においては寺社奉行を経て延宝8年（1680年）に老中に進む。延宝9年（1681年）2月25日、武蔵国岩槻藩に1万石を加増の上移封となる。

### 那須氏の時代

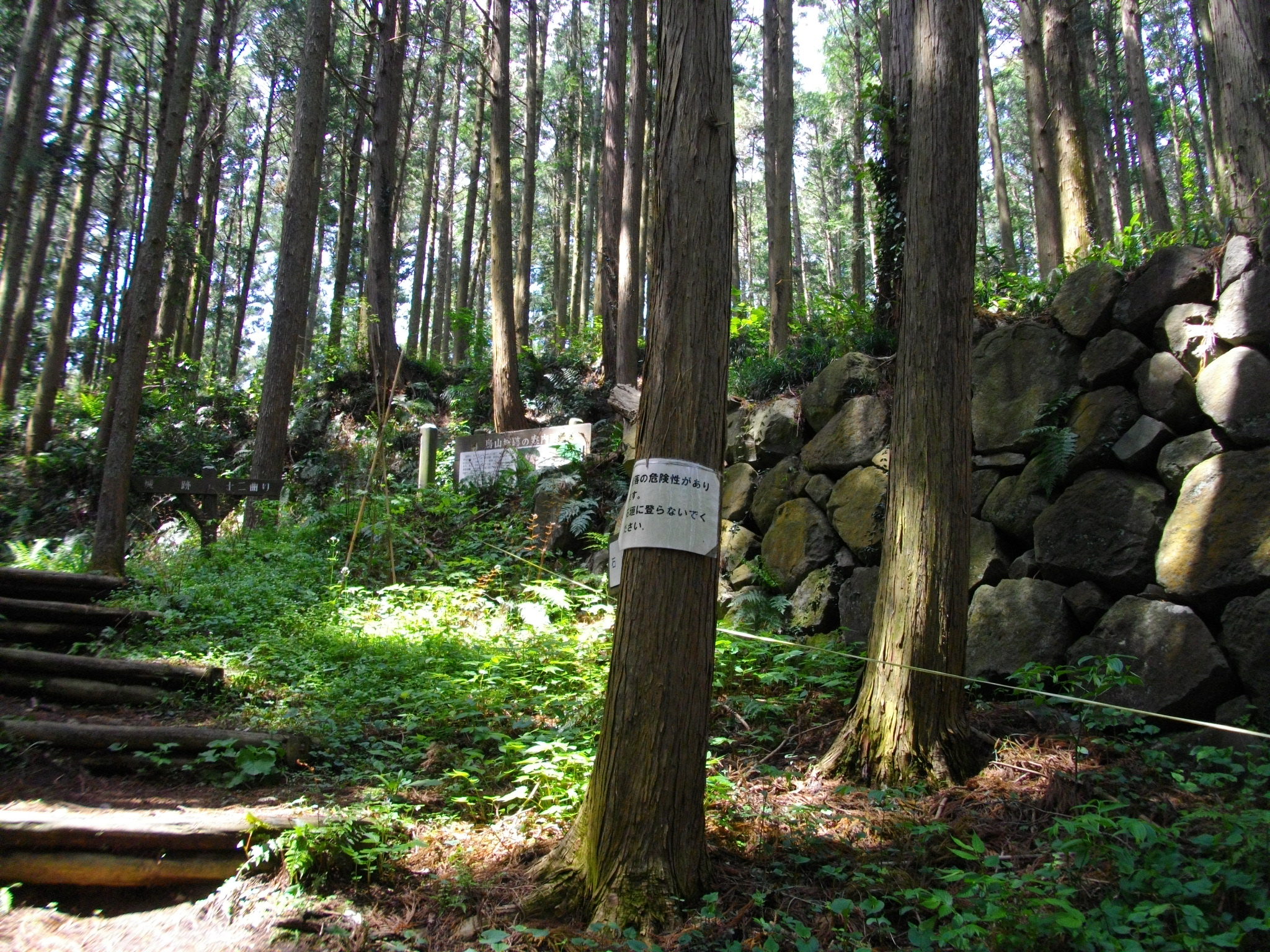
烏山城跡。戦国期まで那須家の本拠が置かれた山城。那須家は「旧領復帰」を果たしたが、烏山騒動により改易された。

延宝9年（1681年）、下野国那須藩1万2000石の藩主であった那須資弥は、那須郡内で8000石の加増を受けて烏山城を与えられた。これにより資弥は烏山藩2万石の大名となる。資弥は資景の養子となり、一旦は無嗣断絶とされた那須家の名跡を継いだ人物であり、戦国期に烏山を本拠としていた那須氏が90年ぶりに旧領復帰を果たしたことになる。
貞享4年（1687年）6月25日、資弥が死去。養子の那須資徳（実父は津軽藩主津軽信政）が家督を継ぐことが認められたが、資弥の実子・福原資寛との間で家督争いが起こり、同年10月14日に那須氏は改易となった（烏山騒動）。
なお、資徳は津軽藩に預けられるが、その後許されて那須郡内で1000石を知行する旗本として復帰する。

### 永井直敬の時代
貞享4年（1687年）、河内国・摂津国・山城国などに所領を領していた永井直敬が3万石で入った。
この永井家は、直敬の父・永井尚庸がその父（淀藩主永井尚政）の遺領から2万石を分知され大名になったことが始まりで、尚庸が京都所司代になった際に3万石に加増されたが、「居所」は設定されていなかった。
直敬は元禄7年（1694年）に寺社奉行に就任。元禄15年（1702年）9月1日、播磨国赤穂藩の浅野氏が赤穂騒動で取り潰された後を受けて、直敬は赤穂藩に移封となる。

### 稲垣氏の時代
元禄15年（1702年）、永井氏に代わって稲垣重富が2万5000石で入る。重富は徳川綱吉の信任厚い側近であり、若年寄を務めていた。なお、重富はもともと三河国刈谷藩主であり、元禄15年（1702年）9月7日に5000石を加増の上で上総国大多喜藩主に移されたが、城地が狭くて不便であることを理由として、わずか21日後の9月28日に烏山藩への転封が命じられている。
宝永元年、重富は久能山造営奉行に任じられ、河内国で5000石の領知を与えられて、3万石の大名となった。
宝永7年（1710年）4月17日、重富は死去し、跡を稲垣昭賢が継いだ。享保元年、昭賢ははじめてお国入りを果たした。享保10年（1725年）10月18日、昭賢は志摩国鳥羽藩へ移封となる。

### 大久保氏の時代

#### 大久保氏の入封

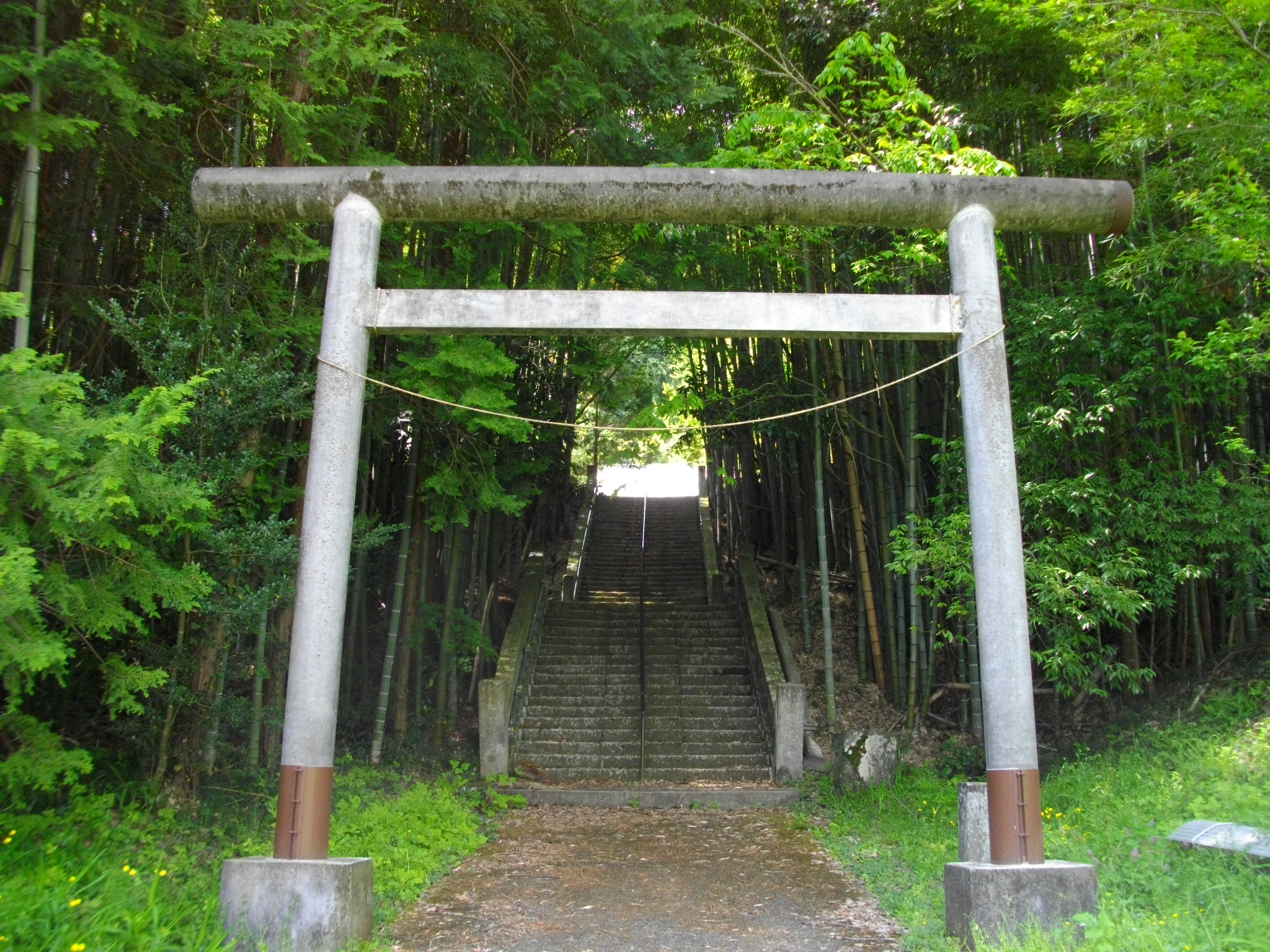
寿亀山神社。1879年（明治12年）、大久保家初代藩主大久保常春を祭神として、烏山城三の丸跡に創建された。

享保10年（1725年）、近江国内に1万5000石を領していた大久保常春は5000石の加増を受け、領地を下野国那須郡・芳賀郡内に移されて、2万石で烏山に入封する。この大久保家は小田原藩主大久保家の分家筋にあたり、忠春は若年寄を務めていた。
烏山藩主就任に際して常春は国元の家老に対し「藩政心得三十か条」を示し、役人が権威をかさに着て農民を離反させないよう、一方で前領主稲垣氏時代の施策変更は徐々に行い農民を甘やかさないようすることなど、硬軟両様の対応を指示している。常春の行政経験や烏山領の実情を反映した訓令とされ、以後の藩政の規範とされた。
享保13年（1728年）、常春は老中に栄進し、相模国内で1万石を加増されたため、烏山藩の知行高は合計3万石となった。藩は相模国に散在する領知を治めるために、愛甲郡厚木村（現在の神奈川県厚木市厚木町）に陣屋を置いた。
藩領の荒廃は急速に進んだとされる。第3代藩主大久保忠卿の治世末期から農村荒廃化や財政難が深刻化した。第4代藩主大久保忠喜は倹約令、荒地改めなどによる藩政改革を行ったが、効果はなかった。文化2年（1805年）に家督を継いだ第5代藩主大久保忠成は、領民増加策の一環として領内の新生児に藩主が命名を行とするなど領内復興に意欲を見せ、荒廃地の年貢免除などを打ち出したが、困難な状況は変わらなかった。文政9年（1826年）には60歳以上の藩士の強制隠居や、藩士の従来の禄高とは無関係に家族の人数・年齢に応じた一律の扶持を支給する政策（「面扶持」という）など、「厳法」と呼ばれる藩政改革を行った。

#### 6代藩主・大久保忠保と「烏山仕法」

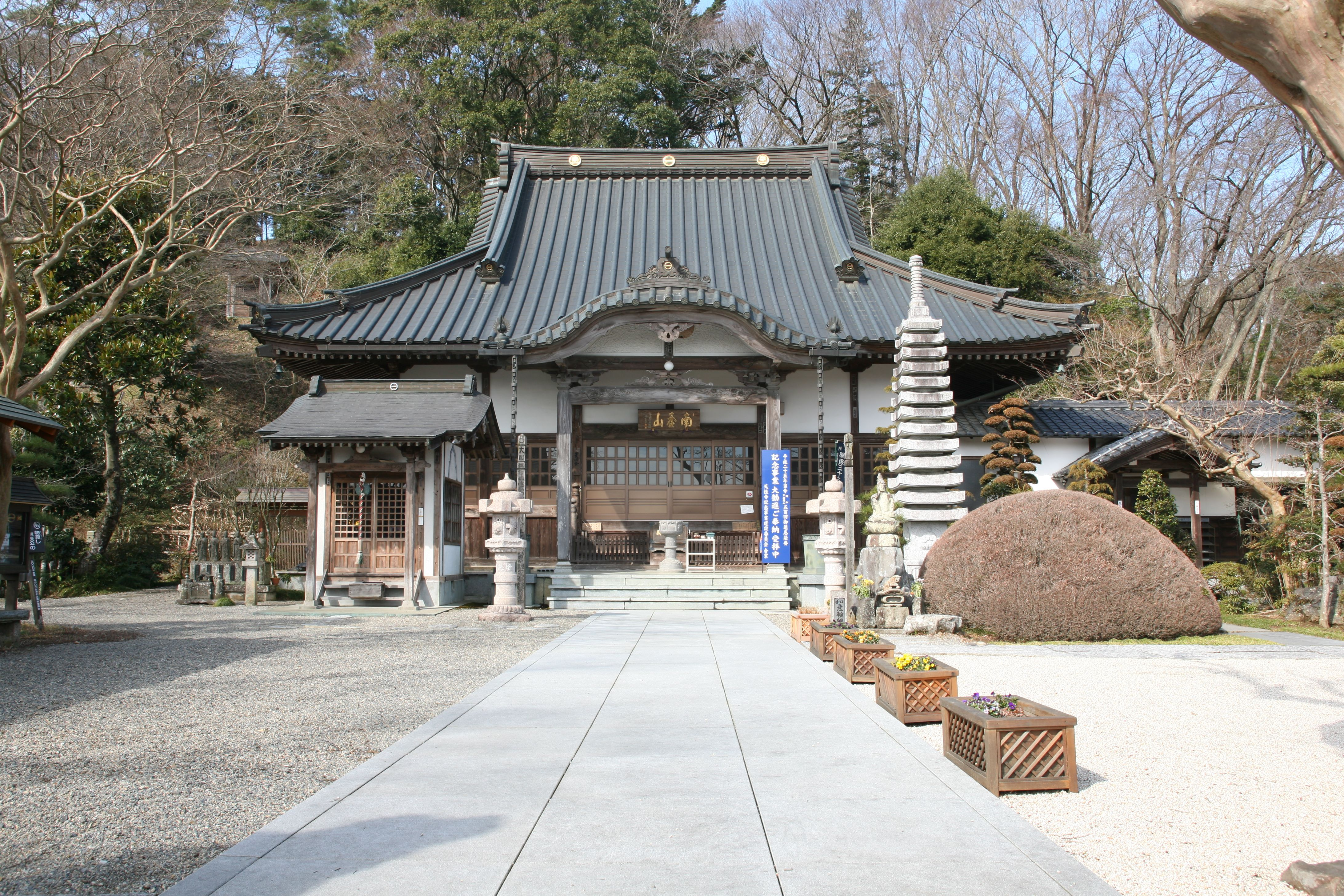
天性寺。二宮尊徳が烏山でまず着手したのが飢饉の窮民救済で、境内にお救い小屋が設けられた。

文政10年（1827年）、忠成の隠居により、大久保忠保が第6代藩主となった。この文政10年（1827年）の時点で、烏山藩野州領（下野国内の知行地）の税収（人別・収納）は、享保11年（1726年）の税収のおよそ半分まで落ち込んでいた。藩財政は江戸勝手（江戸藩邸での会計）が大きな比重を占めるとともに、借入金に大きく依存する体制になっており、収支均衡は破綻をきたしていた。天保期にはすでに諸方面に不義理を生じさせ、借入が困難な状態に陥っていた。
天保の大飢饉が始まる状況下、天保4年（1833年）11月17日より烏山城下で穀物商や酒屋に対する打ちこわしが発生した。藩は米の増産・確保を重視して新田開発による国元復興を目指す政策を採用した。天保7年（1836年）に再び凶年となると、家老菅谷八郎右衛門は二宮尊徳を推挙。藩は尊徳に仕法（財政再建）を依頼した。尊徳はまず窮民の緊急支援を行い、その後本来の目的であった財政再建を目指し荒地の開墾などを進めた。当初は農民・藩士にも好感を持って迎えられ、熱意と共に実践された仕法であったが、資金配分を巡っては累積した借金返済を優先すべきとする主張もあり、藩内抗争が生じて菅谷は失脚、天保10年（1839年）に仕法は中断した。その後仕法推進派が復権し菅谷も復帰、天保13年（1842年）に仕法が再開されるが、かつての機運は失われており、弘化2年（1845年）に菅谷が隠居したことなどで頓挫した。

#### 幕末・維新期
幕末期は藩の領内が荒廃して確立していなかったことなどもあり、あまり目立ったことはなかった。明治2年（1869年）に版籍奉還が行われた。

### 烏山県
明治4年（1871年）7月に廃藩置県で烏山藩は廃藩となり、烏山県となる。同年11月に宇都宮県へ編入された。
なお、相模国内の管轄区域は神奈川県および足柄県へ編入された。

## 歴代藩主

### 成田家
2万石→3万7000石 外様
1. 成田氏長
2. 成田泰親（長忠）
3. 成田泰之（氏宗）

### 松下家
2万石 外様
1. 松下重綱

### 堀家
2万石 外様 （1627年 - 1672年）
1. 堀親良
2. 堀親昌

### 板倉家
5万石 譜代
1. 板倉重矩
2. 板倉重種

### 那須家
2万石 外様
1. 那須資祗
2. 那須資徳

### 永井家
3万石 譜代
1. 永井直敬

### 稲垣家
2万5000石 譜代
1. 稲垣重富
2. 稲垣昭賢

### 大久保家
2万石→3万石 譜代
1. 大久保常春
2. 大久保忠胤
3. 大久保忠卿
4. 大久保忠喜
5. 大久保忠成
6. 大久保忠保
7. 大久保忠美
8. 大久保忠順

## 烏山藩を舞台とした物語

### 「蛇姫様」の物語
日向野徳久『栃木の民話 第二集』（未来社、1965年）には、那須郡で採録された「蛇姫さま」の民話が載せられており、『まんが日本昔ばなし』ではこれを原作として「姫と白蛇」（1987年）を放送している。『まんが日本昔ばなし』版「姫と白蛇」は、ある城主の姫君に仕えていた娘がいたが、家老に殺害されてしまった。娘は白蛇に身を変えて姫君を守ろうとしたが、結局家老のために姫君も殺害されてしまった。無念を知った人々は、二人の墓を守り供養した、というストーリーである。
川口松太郎は、1939年から1940年にかけて『東京日日新聞』『大阪毎日新聞』に小説『蛇姫様』を連載した。小説『蛇姫様』は、烏山藩大久保家の時代、藩主が病床にあることをよいことに、焼き物の密貿易で私腹を肥やし、お家乗っ取りの陰謀をほしいままにする国家老一派と対峙する姫君「琴姫」と侍女「おすが」をめぐる物語である。途中、家老の策謀でおすがは殺害され、琴姫は他家に嫁に出されるが、おすがの実兄で旅役者に身を投じた千太郎や、おすがの死後の化身である蛇によって助けられながら、烏山藩に巣食う悪党たちを琴姫が打倒するという娯楽作品である（危難のたびに蛇に救われることから「蛇姫様」と呼ばれる）。ヒロインの琴姫は初代藩主大久保常春の娘で、但馬豊岡の京極家に嫁いだと設定されている。栃木県教育委員会が「民話」として紹介している「蛇姫様」の物語も、おおむねこのあらすじである。川口松太郎の小説『蛇姫様』は、1940年から1960年代にかけて繰り返し映画化された人気作品であった。またこの縁で、烏山の寿亀山神社には川口松太郎の文学碑も立てられている。那須烏山市の太平寺には大久保家2代藩主・大久保忠胤の四女であった於志賀姫の墓があり、「川口松太郎の作品に登場する姫君のモデル」とされている。
なお、蛇姫の「モデル」は堀親良の娘「六姫」との説もある。1997年には八雲神社の山あげ祭において「蛇姫様」と題する新作常磐津の芝居が上演されているが、これは六姫の物語である。
川口松太郎の小説『蛇姫様』のストーリーは、「六姫」をめぐる事件や大久保家6代藩主・忠保時代の内紛、何代目かの城主の盲目の姫の屋敷に白蛇がいたといった烏山藩のエピソードから川口が着想したものともされる。
那須烏山市内の国道294号の一部には「蛇姫通り」の愛称が付けられている。

## 烏山藩の家臣
- 若林昌恭（家老）
- 菅谷八郎右衛門（家老）

## 領地
大久保家が藩主となった享保年間以降は相模国の鎌倉郡・高座郡・大住郡・愛甲郡の一部も支配し、愛甲郡厚木町（現神奈川県厚木市）に厚木役所（厚木陣屋）を置き、相模国内支配の拠点とした。

### 幕末の領地
- 下野国
  - 芳賀郡のうち - 13村
  - 那須郡のうち - 36村
- 下総国
  - 豊田郡のうち - 2村
  - 相馬郡のうち - 1村
- 相模国
  - 鎌倉郡のうち - 2村
  - 高座郡のうち - 13村
  - 大住郡のうち - 7村
  - 愛甲郡のうち - 10村